# Xã Morris, Quận Tioga, Pennsylvania
Xã Morris (tiếng Anh: Morris Township) là một xã thuộc quận Tioga, tiểu bang Pennsylvania, Hoa Kỳ. Năm 2010, dân số của xã này là 606 người.